# 4930 Rephiltim
4930 Rephiltim eller 1983 AO2 är en asteroid i huvudbältet som upptäcktes den 10 januari 1983 av den amerikanska astronomen Stephen L. Salyards vid Palomar-observatoriet. Den är uppkallad efter Rebecca, Philip och Timothy Salyards, barn till upptäckaren.
Asteroiden har en diameter på ungefär 35 kilometer.